# Wu Jin-yun
Wu Jin-yun (chinesisch 吳錦雲; * 3. März 1938 in Pingtung; † 27. Juni 2022) war eine taiwanische Leichtathletin.

## Leben
Wu Jin-yun gewann bei den Asienspielen 1958 und 1966 die Bronzemedaille im Kugelstoßen. Bei den Olympischen Sommerspielen 1960 in Rom belegte sie im Kugelstoßwettkampf den 18. Platz. Im Diskuswurfwettkampf blieb sie ohne Weite.